# Kaposhomok
Kaposhomok is een plaats (község) en gemeente in het Hongaarse comitaat Somogy. Kaposhomok telt 467 inwoners (2001).